# Rodrigo Maranhão
Rodrigo Maranhão (født 11. december 1992) er en brasiliansk fodboldspiller.